# Rhipicephalus bergeoni
Rhipicephalus bergeoni är en fästingart som beskrevs av Francisque Morel och Balis 1976. Rhipicephalus bergeoni ingår i släktet Rhipicephalus och familjen hårda fästingar.
Artens utbredningsområde är Etiopien. Inga underarter finns listade i Catalogue of Life.